# میلان دودیچ
میلان دودیچ (انگلیسی: Milan Dudić؛ زادهٔ ۱ نوامبر ۱۹۷۹) یک بازیکن فوتبال اهل صربستان است.